# 2012년 시카고 영화 비평가 협회상
제25회 시카고 비평가 협회상은 2012년 12월 17일에 열린 시상식이다.

## 수상 및 후보

### 작품상
- 빈라덴 암살작전 - 제로 다크 서티 - 캐서린 비글로우 수상
- 아르고 - 벤 애플렉
- 비스트 오브 더 서던 와일드 - 벤 제틀린
- 링컨 - 스티븐 스필버그
- 더 마스터 - 폴 토마스 앤더슨

### 감독상
- 빈라덴 암살작전 - 제로 다크 서티 - 캐서린 비글로우 수상
- 아르고 - 벤 애플렉
- 더 마스터 - 폴 토마스 앤더슨
- 링컨 - 스티븐 스필버그
- 비스트 오브 더 서던 와일드 - 벤 제틀린

### 남우주연상
- 링컨 - 다니엘 데이 루이스 수상
- 세션: 이 남자가 사랑하는 법 - 존 호키스
- 홀리 모터스 - 드니 라방
- 더 마스터 - 호아킨 피닉스
- 플라이트 - 덴젤 워싱턴

### 여우주연상
- 빈라덴 암살작전 - 제로 다크 서티 - 제시카 차스테인 수상
- 세션: 이 남자가 사랑하는 법 - 헬렌 헌트
- 실버라이닝 플레이북 - 제니퍼 로렌스
- 아무르 - 엠마누엘 리바
- 비스트 오브 더 서던 와일드 - 쿠벤자네 왈리스
- 더 임파서블 - 나오미 왓츠

### 남우조연상
- 더 마스터 - 필립 세이모어 호프만 수상
- 빈라덴 암살작전 - 제로 다크 서티 - 제이슨 클락
- 장고:분노의 추적자 - 레오나르도 디카프리오
- 비스트 오브 더 서던 와일드 - 드와이트 헨리
- 링컨 - 토미 리 존스

### 여우조연상
- 더 마스터 - 에이미 아담스 수상
- 루퍼 - 에밀리 블런트
- 007 스카이폴 - 주디 덴치
- 링컨 - 샐리 필드
- 레미제라블 - 앤 해서웨이

### 각본상
- 빈라덴 암살작전 - 제로 다크 서티 - 마크 보얼 수상
- 장고:분노의 추적자 - 쿠엔틴 타란티노
- 루퍼 - 라이언 존슨
- 더 마스터 - 폴 토마스 앤더슨
- 문라이즈 킹덤 - 웨스 앤더슨 외 1명

### 각색상
- 링컨 - 토니 커쉬너 수상
- 아르고 - 크리스 테리오
- 비스트 오브 더 서던 와일드 - 루시 알리바 외 1명
- 월플라워 - 스티븐 크보스키
- 실버라이닝 플레이북 - 데이빗 O. 러셀

### 외국어영화상
- 아무르 - 미카엘 하네케 수상
- 홀리 모터스 - 레오 까락스
- 언터처블: 1%의 우정 - 올리비에르 나카체 외 1명
- 원스 어폰 어 타임 인 아나톨리아 - 누리 빌게 제일란
- 재와 뼈 - 자크 오디아르

### 다큐멘터리상
- 또 다른 전쟁 - 커비 딕 수상
- 센트럴 파크 파이브 - 켄 번스 외 2명
- 더 퀸스 오브 베르사유 - 로린 그린필드
- 서칭 포 슈가맨 - 말릭 벤젤룰
- 웨스트 오브 멤피스 - 에이미 버그

### 애니메이션상
- 파라노만 - 크리스 버틀러 외 1명 수상
- 메리다와 마법의 숲 - 마크 앤드류스 외 1명
- 프랑켄위니 - 팀 버튼
- 마루 밑 아리에티 - 요네바야시 히로마사
- 주먹왕 랄프 - 리치 무어

### 촬영상
- 더 마스터 - 미하이 말래마레 Jr. 수상
- 라이프 오브 파이 - 클로디오 미란다
- 링컨 - 야누즈 카민스키
- 007 스카이폴 - 로저 디킨스
- 빈라덴 암살작전 - 제로 다크 서티 - 그레이그 프레이저

### 음악상
- 더 마스터 - 조니 그린우드 수상
- 아르고 - 알렉상드르 데스플라
- 비스트 오브 더 서던 와일드 - 벤 제틀린 외 1명
- 문라이즈 킹덤 - 알렉상드르 데스플라
- 빈라덴 암살작전 - 제로 다크 서티 - 알렉상드르 데스플라

### 편집상
- 빈라덴 암살작전 - 제로 다크 서티 - 딜런 티케노 외 1명 수상
- 아르고 - 윌리엄 골든버그
- 클라우드 아틀라스 - 알렉산더 베르너
- 더 마스터 - 피터 맥널티 외 1명
- 007 스카이폴 - 스튜어트 베이어드

### 미술상
- 문라이즈 킹덤 - 제랄드 설리반 수상
- 안나 카레니나 - 닉 고트차크 외 2 명
- 레미제라블 - 이브 스튜어트
- 링컨 - 릭 카터
- 더 마스터 - 데이빗 크랭크 외 1명

### 유망연출상
- 비스트 오브 더 서던 와일드 - 벤 제틀린 수상
- 월플라워 - 스티븐 크보스키
- 캐빈 인 더 우즈 - 드류 고다드
- 아비트라지 - 니콜라스 제렉키
- 안전은 보장할 수 없음 - 콜린 트레보로우

### 유망연기상
- 비스트 오브 더 서던 와일드 - 쿠벤자네 왈리스 수상
- 레미제라블 - 사만다 바크스
- 문라이즈 킹덤 - 카라 헤이워드
- 비스트 오브 더 서던 와일드 - 드와이트 헨리
- 더 임파서블 - 톰 홀랜드